# 男色物
男色物（なんしょくもの）とは、男色を扱った文学の総称であり、主に明治以前の仮名草子やそれを受けた浮世草子などの好色物の一種を指す。衆道文学とも呼ぶべき男色物は、男色が流行した江戸時代前期に多くの書物が出版された。

## 主な男色物
- 『秋夜長物語』
- 『あしびき』
- 『松帆浦物語』
- 『嵯峨物語』
- 『辨の草紙』
- 『幻夢物語』
- 『犬たんか』
- 『若衆物語』
- 『犬つれづれ』
- 『辨草子』
- 『心友記（衆道物語）』
- 『田夫物語』
- 『藻屑物語』
- 『よだれかけ』
- 『男色大鑑』
- 『男色十寸鏡』
- 『男色子鑑』
- 『男色木目漬』
- 『男色比翼鳥』
- 『男色今鑑』
- 『衆道恋慕桜』
- 『傾城禁短気（野傾両宗あづち論）』
- 『催情記』
- 『きのふはけふの物語』